# Idol (film 1984)
Idol – polski film obyczajowy z 1984 roku.

## Obsada
- Krzysztof Pieczyński – Tomasz Sołtan
- Ewa Żukowska – Ilona Iwicka, dawna partnerka Kortona
- Jerzy Kamas – Karol "Olo" Panasiuk, przyjaciel Kortona
- Tadeusz Huk – Witek, przyjaciel Kortona
- Witold Dębicki – Maniek, przyjaciel Kortona
- Jerzy Wasiuczyński – Żabicki, przyjaciel Kortona
- Janusz Gajos – Józef Winiecki, redaktor naczelny
- Zbigniew Zapasiewicz – cenzor
- Krzysztof Zaleski – Grobny
- Katarzyna Zadrożny – dziewczyna Sołtana
- Robert Rogalski – szatniarz
- Piotr Machalica – właściciel pokoju wynajmowanego przez Sołtana

## Fabuła
Rok 1969. Za granicą w pokoju hotelowym umiera znany pisarz Piotr Korton. Dziennikarz Tomasz Sołtan proponuje napisanie artykułu o Kortonie. Naczelny odmawia tłumacząc, że śmierć Kortona jest zbyt zagadkowa i ciągle otacza go tajemnica. Mimo to Tomasz na własną rękę zbiera materiały. Pomaga mu w tym stary dziennikarz, który dostarcza taśmę zawierającą ostatnie słowa Kortona. Sołtan dociera do Ilony Iwickiej, kochanki Kortona i udaje się mu namówić ją na zwierzenia o jej związku z Piotrem. Im bardziej Tomasz angażuje się w artykuł, tym bardziej zaczyna stawać się Kortonem.